# Tout comme au jour de l'An
 (octobre 2015).
Si vous disposez d'ouvrages ou d'articles de référence ou si vous connaissez des sites web de qualité traitant du thème abordé ici, merci de compléter l'article en donnant les références utiles à sa vérifiabilité et en les liant à la section « Notes et références ».
Tout comme au jour de l'an est le cinquième album du groupe québécois La Bottine souriante. Sorti en 1987, il rassemble les chansons et les airs les plus connus du jour de l'an au Québec.

## Liste des pistes
| No  | Titre                        | Durée |
| --- | ---------------------------- | ----- |
| 1.  | La fille engagère            | 3:19  |
| 2.  | Le réveillon du jour de l'An | 2:44  |
| 3.  | La parenté                   | 3:23  |
| 4.  | La poule à Colin             | 3:59  |
| 5.  | Un dimanche au matin         | 3:24  |
| 6.  | Oublions l'an passé          | 2:50  |
| 7.  | Pot-pourri de l'Essouflé     | 5:35  |
| 8.  | Pot-pourri « Surf and Turf » | 5:23  |
| 9.  | Valse Bernadette             | 4:05  |
| 10. | Reel de Jos Cormier          | 3:13  |